# 清瀨市
清瀨市（日语：／ Kiyose shi */?）為位于東京都多摩地區東北部的城市。

## 地理
位於東京都伸入埼玉縣新座市與所澤市之間的突出地。西邊與所澤市以柳瀨川為界，南邊與東久留米市以野火止用水為界。市內綠地面積佔全體市域約46%。

## 鄰接自治體
- 東 - 埼玉縣新座市
- 北 - 埼玉縣所澤市
- 西 - 東村山市
- 南 - 東久留米市

## 地形
本市位於武藏野台地東北端前方約15公里的平坦地。全市呈現約6.5km×2km的狹長形狀，其長軸與台地傾斜方向相同，為西高東低的地形。西方的竹丘（たけおか）地區標高約65公尺，東北的下宿（したじゅく）地區約20公尺。市域北部為柳瀨川的沖積低地，其他則屬洪積台地。柳瀨川附近的中里（なかざと）、下宿地區比柳瀨川低地高約5〜10公尺，與清瀨旭丘團地附近的台地低約10〜15公尺，下清戶（しもきよと）、中清戶（なかきよと）、上清戶（かみきよと）地區則是與西武鐵道池袋線周邊連成一氣的台地。從團地北側的崖面觀察地層，可見深約6公尺的關東壤土層，其下方是武藏野礫層。

## 地域
- 旭丘（あさひがおか）一丁目～六丁目
- 梅園（うめぞの）一丁目～三丁目
- 上清戶（かみきよと）一丁目、二丁目
- 下宿（日语：下宿 (清瀬市)）（したじゅく）一丁目～三丁目
- 下清戶（しもきよと）一丁目～五丁目
- 竹丘（たけおか）一丁目～三丁目
- 中清戶（なかきよと）一丁目～五丁目
- 中里（日语：中里 (清瀬市)）（なかざと）一丁目～六丁目
- 野鹽（日语：野塩）（のしお）一丁目～五丁目
- 松山（まつやま）一丁目～三丁目
- 元町（もとまち）一丁目、二丁目

## 歷史

### 原始〜江戶時代
人類活動的紀錄可追溯至約兩萬年前的末次冰期，主要遺跡有下宿強清水（したじゅくこわしみず）遺跡與野鹽西原遺跡。繩文時代，人口在中期達到頂點。平安時代後期，人口持續增加，當時人類居住地區在柳瀨川附近的野鹽、中里、下宿等地。
之後，此地成為武藏七黨村山氏的勢力範圍。
足利尊氏開設幕府後，以信濃國佐久郡大石鄉為據點的大石氏將勢力伸進此地。
5世紀後半，大石氏於柳瀨川對岸、現在的所澤市設置瀧之城。戰國時代，此地成為後北條氏領地。瀧之城之後在豐臣秀吉小田原征伐中陷落，現僅留下「瀧之城跡」遺址。

### 明治以後
明治維新後，清瀨由武藏知縣事管轄。1869年，設立品川縣。1871年，清瀨市域編入東京府與入間縣。同年，東多摩郡除外的多摩郡編入神奈川縣。
1889年，町村制施行，上清戶村、中清戶村、下清戶村、清戶下宿村、中里村、野鹽村與埼玉縣新座郡野火止村一部分合併成立北多摩郡清瀨村。1893年，三多摩從神奈川縣劃入東京府。
- 1915年 - 武藏野鐵道（現西武池袋線）開通。當時此地未設站。1924年6月24日，開設清瀨站。
- 1939年 - 傷痍軍人東京療養所（現東京醫院）開院（日本正式開始肺結核療養）。
- 1954年4月5日 - 昇格為清瀨町。
- 1970年10月1日 - 昇格為清瀨市。

## 市名由來
市名由來有各種說法。
- 由市內地名「清戶」與柳瀨川各取一字而來。

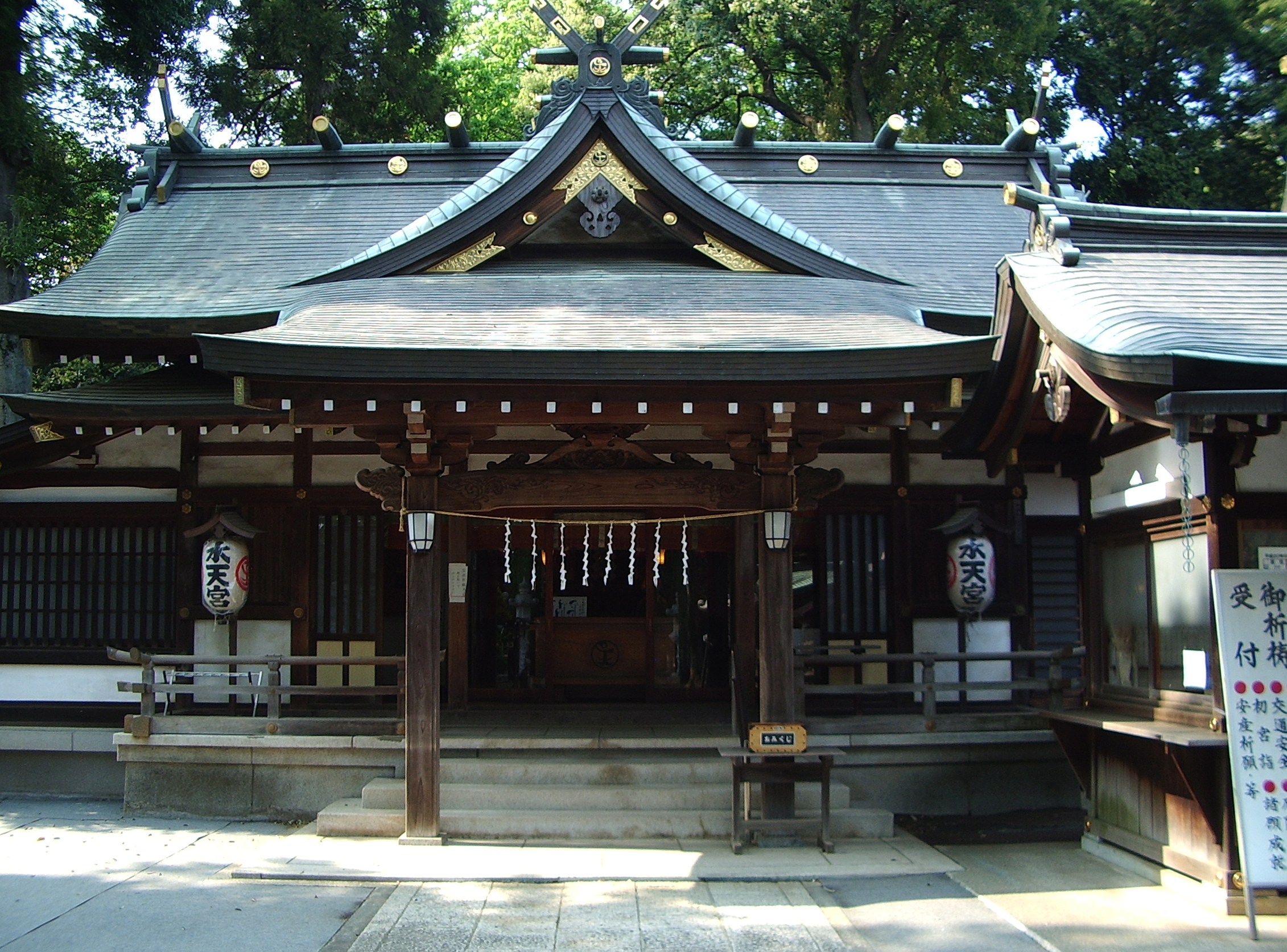
中清戶的水天宮。傳聞是日本武尊休息處。

  - 日本武尊來到此地於樹下休息時，見樹下的土說出「清き土なり」，因此稱為「清土」，後改為同音的「清戶」。
  - 現在市內有「上清戶」、「中清戶」、「下清戶」等地名。
- 市內的柳瀨川「清らかなせせらぎ（瀬ぎ）」（清澈潺潺）而得名。

## 人口
| 清瀬市人口分布圖 |                                               |  |
| 清瀬市與日本全國年齡別人口分布比較圖 （2005年資料） | 清瀬市的年齡、男女別人口分布圖 （2005年資料） |  |
| ■紫色是清瀬市 ■綠色是全国 | ■藍色是男性 ■紅色是女性                       |  |
| 清瀬市人口變化 \| 1970年 \| 51,911人 \| \| \| 1975年 \| 60,574人 \| \| \| 1980年 \| 61,913人 \| \| \| 1985年 \| 65,066人 \| \| \| 1990年 \| 67,539人 \| \| \| 1995年 \| 67,386人 \| \| \| 2000年 \| 68,037人 \| \| \| 2005年 \| 73,529人 \| \| \| 2010年 \| 74,104人 \| \| \| 2015年 \| 74,864人 \| \| \| 2020年 \| 76,208人 \| \| |                                               |  |
| 資料來源：日本總務省統計中心提供之人口普查數據 |                                               |  |
| 1970年 | 51,911人                                      |  |
| 1975年 | 60,574人                                      |  |
| 1980年 | 61,913人                                      |  |
| 1985年 | 65,066人                                      |  |
| 1990年 | 67,539人                                      |  |
| 1995年 | 67,386人                                      |  |
| 2000年 | 68,037人                                      |  |
| 2005年 | 73,529人                                      |  |
| 2010年 | 74,104人                                      |  |
| 2015年 | 74,864人                                      |  |
| 2020年 | 76,208人                                      |  |

### 日夜間人口
2005年夜間人口（居住者）為73,506人，日間活動人口總計為60,733人，是夜間人口的0.826倍。此外，依據平成22年國勢調査，往東京都特別區部的通勤率達33.3%。
市內往市外的通勤者有22,765人，市外往市內的通勤者僅9,915人。市內往市外的通學生有3,234人，市外往市內的通學生有3,311人，兩者相當。

## 行政

### 市長
- 澀谷金太郎－2011年5月1日〜（任期至2015年4月30日。第一任）

### 市議會
議員共22名

### 廣域行政
- 東京市町村總合事務組合
由東京都全市町村組成。營運東京自治會館（日语：東京自治会館）。
- 多摩北部都市廣域行政圈協議會（日语：多摩北部都市広域行政圏協議会）
多摩地域東北部的西東京市、東村山市、清瀨市、東久留米市與本市5市互相利用設施或共同舉辦活動等。通稱「多摩六都」。「六都」是包含合併成西東京市前的田無市、保谷市，合併後仍繼續沿用。
- 東京多摩廣域資源循環組合（日语：東京たま広域資源循環組合）
由東京都25市1町營運日之出町的「二塚廢棄物廣域處分場」。
- 柳泉園組合
東久留米、清瀨、西東京3市營運東久留米市的「Clean port」（クリーンポート）。
- 昭和醫院組合
小金井、小平、 西東京、東久留米、東村山、東大和、武藏村山與清瀨市所組成。營運小平市的「公立昭和醫院」。
- 下水道
东京都下水道局清瀨水再生中心（日语：清瀬水再生センター）

### 警察
警視廳東村山警察署管轄全市。
交番、駐在所
- 清瀬站前交番――松山1、2丁目(1~12番地)、3丁目、元町
- 秋津站前交番――野鹽1、2、5丁目
- 旭丘交番―――旭丘、下宿、中里5、6丁目
- 梅園駐在所――梅園、野鹽3、4丁目、松山2丁目(13~19番地)
- 下清戶駐在所―下清戶、中清戶4、5丁目
- 竹丘駐在所――竹丘
- 中清戶駐在所―上清戶、中清戶1~3丁目
- 中里駐在所――中里1~4丁目

### 自治體交流
- 新潟縣村上市（2008年3月31日以前為岩船郡朝日村）
  - 1988年締結姊妹都市

## 國政、都政

### 國政
本市屬日本眾議院東京20區（東村山市、東大和市、清瀨市、東久留米市、武藏村山市）。
- 第47回日本眾議院議員總選舉（2014年12月）
  - 木原誠二（自民）

### 都政
本市屬北多摩4區（清瀨市、東久留米市）。席次2名。
- 2013年6月
  - 野島善司（自由民主黨）
  - 山下太郎（民主黨）

## 產業

### 農業
農地占整體市域四成。2002年（平成14年），市內有87.0%的農地被指定為生產綠地。作物以胡蘿蔔與菠菜等蔬菜為主。其中胡蘿蔔出貨額達都內產值的一半。因此本市有許多使用胡蘿蔔作為原料的食品。此外酪農業也十分興盛，主要集中在中清戶清瀨市役所周邊。

### 醫療
此地在戰前是結核患者的療養地，市內西南部有財團法人結核預防會複十字醫院、國立醫院機構東京醫院等大型醫院。此外，市內南部也聚集許多研究設施。

## 交通

### 鐵路
西武鐵道
- 池袋線：清瀨站

JR東日本武藏野線雖通過本市東北部，但未設站，不過可利用該線的新秋津站（東村山市）、東所澤站（埼玉縣所澤市）、新座站（埼玉縣新座市）。JR貨物新座貨物總站有部分位於清瀨市內。此外，西武池袋線秋津站（東村山市）的月台東半部也屬於清瀨市。

### 路線巴士
一般路線全由西武巴士營運。
- 清瀨站北口可搭乘由西武巴士新座營業所（日语：西武バス新座営業所）、所澤營業所（日语：西武バス所沢営業所）管轄的巴士路線前往新座市、所澤市等地。
- 清瀨站南口可搭乘由西武巴士瀧山營業所（日语：西武バス滝山営業所）、所澤營業所、小平營業所（日语：西武バス小平営業所）管轄的巴士路線前往東久留米市、小平市、小金井市、東村山市、所澤市等地。

#### 深夜急行巴士
- 深夜急行巴士：池袋站東口→練馬站（練馬區役所）)→清瀨站（南口）入口→中里團地→所澤站西口→小手指站（北口）
西武巴士練馬營業所（日语：西武バス練馬営業所）營運

#### 市內循環社區巴士
清瀨市社區巴士「清巴士」（きよバス）自2007年1月20日起開始營運。由西武巴士新座營業所營運。

### 道路
主要道路有連結東村山市秋津町與新座市的埼玉縣道、東京都道40號埼玉東村山線（通稱：志木街道），連結東久留米市與所澤市的東京都道15號府中清瀨線（通称：小金井街道）與東京都道、埼玉縣道24號練馬所澤線。
關越自動車道通過東北部的旭丘地區。最近的交流道是所澤IC。

## 教育

### 小學校
- 市立
  - 清瀨小學校
  - 芝山小學校
  - 第三小學校
  - 第四小學校
  - 第六小學校
  - 第七小學校
  - 第八小學校
  - 第十小學校
  - 清明小學校
- 私立
  - 東星學園（日语：学校法人東星学園）小學校

### 中學校
- 市立
  - 清瀨中學校
  - 第二中學校
  - 第三中學校
  - 第四中學校
  - 第五中學校
- 私立
  - 東星學園中學校

### 高等學校
- 都立
  - 清瀬高等學校（日语：東京都立清瀬高等学校）
- 私立
  - 東星學園高等學校（日语：東星学園高等学校）

### 大學
- 明治藥科大學
- 日本社會事業大學（日语：日本社会事業大学）

### 學校教育以外的設施
- 國立看護大學校（厚生勞動省所管之省廳大學校（日语：省庁大学校））

## 觀光、史蹟
- 清瀨櫸樹之路藝廊（キヨセケヤキロードギャラリー） - 清瀨站至市役所的道路旁展示30座國內外雕刻家的作品。
- 金山綠地公園 - 柳瀨川旁的親水型公園。
- 瀧之城跡 - 所在地為所澤市，清瀨站北口可搭乘往台田團地的路線巴士前往。
- 大和田通信所（日语：大和田通信所） - 大部分位在新座市西堀，部分在市內。

## 知名相關人士
- 中森明菜 - 歌手、女演員
- 釋由美子 - 女演員、藝人、模特兒
- 高橋慶彥 - 前職棒廣島東洋鯉魚選手（北海道蘆別市出生，幼時移居此地）
- 堀北真希 - 女演員、藝人
- 是枝裕和 - 導演
- 藤田惠美 - 歌手

## 相關作品
電視劇
- 《再見了，可魯》（2003年。NHK） - 部分拍攝地在柳瀨川流域。
- 《假面騎士空我》（2000年。朝日電視台） - 主角五代雄介的活動地喫茶店POREPORE（ポレポレ）的外觀是拍攝於市內的喫茶店。

電影
- 《比海還深》（2016年。是枝裕和導演） - 拍攝地在旭川，是枝裕和父母居住的社區。

## 外部連結
- 清瀨市網站（日語）